# Dowództwo Połączonych Sił Morskich Europy Południowej NAVSOUTH
Dowództwo Połączonych Sił Morskich Europy Południowej (ang. Allied Naval Forces Southern Europe — NAVSOUTH) – nieistniejące już jedno z dowództw taktyczno-operacyjnych NATO.

## Formowanie i zmiany organizacyjne
W kwietniu 1951 generał Dwight Eisenhower podpisał rozkaz powołujący Naczelne Dowództwo Połączonych Sił Sojuszniczych NATO w Europie (ACE). Obszar Europy podzielono na trzy teatry działań wojennych:
- Północnoeuropejski Teatr Działań Wojennych
- Centralny (Środkowoeuropejski) Teatr Działań Wojennych
- Południowoeuropejski Teatr Działań Wojennych

Konsekwencją rozkazu było powołanie Dowództwa Połączonych Sił Sojuszniczych Europy Południowej AFSOUTH. Nowo utworzone dowództwo przejęło kompetencje rozwiązanej Regionalnej Grupy Planowania Europy Południowej.

 W początkowym okresie pod dowództwo AFSOUTH podlegały dowództwa trzech komponentów: morskiego NAVSOUTH, powietrznego AIRSOUTH i lądowego LANDSOUTH. 
Bezpośrednio podporządkowane dowództwu AFSOUTH nowo powstałe Dowództwo Sił Morskich NAVSOUTH odpowiadało za wsparcie sił morskim Francji i Włoch operujących na Morzu Śródziemnym, a także 6 Flocie Stanów Zjednoczonych. Pod Dowództwo nie podlegały rozwinięte w rejonie Morza Śródziemnego siły morskie Wielkiej Brytanii, których zasadniczym celem była ochrona interesów brytyjskiego imperium.
W tym czasie Wielka Brytania prezentowała odmienne stanowisko dotyczące organizacji sił morskich w rejonie Morza Śródziemnego, w tym sposobu obsadzania w nich najwyższych stanowisk. Po przegranej rywalizacji co do obsadzenia stanowiska dowódcy AFSOUTH, usilnie domagała się utworzenia niezależnego Dowództwa Sił Morskich w rejonie Morza Śródziemnego, aby móc obsadzić go swoim admirałem. W marcu 1953 na Malcie utworzono nowe dowództwo – Dowództwo Połączonych Sił Sojuszniczych Morza Śródziemnego AFMED. Spowodowało to rozwiązanie istniejącego już w strukturze dowódcy Południowego TDW Dowództwa Sił Morskich NAVSOUTH, a podległe mu siły podporządkowano dowódcy AFMED.

 W połowie lat 60. XX w. nastąpiły dalsze zmiany w strukturach dowództw rejonu Morza Śródziemnego. W 1964 Malta uzyskała niepodległość, co spowodowało potrzebę przeniesienia Dowództwa Morza Śródziemnego AFMED do nowego garnizonu. W 1966 ze struktur wojskowych NATO wyszła Francja, a w 1967 z rejonu Morza Śródziemnego wycofano brytyjskie siły morskie. Spowodowało to rozwiązanie Dowództwa Połączonych Sił Sojuszniczych Morza Śródziemnego AFMED i przekazanie obowiązków dowodzenia siłami operującymi w tym rejonie odtworzonemu Dowództwu Połączonych Sił Morskich Europy Południowej NAVSOUTH (od 1971 z siedzibą w Neapolu). Dowódcą tego ostatniego został włoski admirał. Odtworzone Dowództwo odpowiadało za cały rejon Morza Śródziemnego. Kolejna restrukturyzacja podporządkowała Dowództwu NAVSOUTH Dowództwo Lotnictwa Morskiego Morza Śródziemnego MARAIRMED.
W XXI w. Dowództwo Połączonych Sił Morskich Europy Południowej NAVSOUTH przekształcone zostało w Dowództwo Komponentu CC NAVSOUTH stacjonujące nadal w Neapolu.

## Zadania; siły i środki
Rejon odpowiedzialności operacyjnej Dowództwa Sił Morskich Europy Południowej NAVSOUTH obejmował Morze Śródziemne, Morze Marmara, a także południową część Morza Czarnego. Głównym zadaniem połączonych sił było zwalczanie sił morskich przeciwnika, wsparcie wojsk lądowych na kierunkach nadmorskich, zdobycie i utrzymanie panowania w rejonie Morza Śródziemnego, blokada rejonów i wąskich przejść, osłona zgrupowań desantowych oraz monitorowanie ogólnej sytuacji w rejonie. Na wypadek wojny NAVSOUTH dysponował na tym obszarze wydzielonymi siłami morskimi Włoch, Grecji, Turcji, USA i Wielkiej Brytanii. W okresie pokoju siły te podlegały dowództwom narodowym.
Pod koniec zimnej wojny marynarka wojenna Włoch liczyła około 130 okrętów, 95 śmigłowców bojowych, 35 samolotów patrolowych oraz dysponowała batalionem piechoty morskiej. Główną siłę uderzeniową stanowiło: 10 okrętów podwodnych, 1 lotniskowiec śmigłowcowy, 2 krążowniki, 6 niszczycieli, 16 fregat, 7 kutrów rakietowych, 30 niszczycieli min i trałowców, a także jednostki desantowe. Główne bazy morskie mieściły się w: La Spezia, Taranto, Ancona, Brindisi, Augusta, Messyna, Neapol, La Maddalena, Cagliari i w  Wenecji.
Flota wojenna Turcji liczyła około 250 okrętów. Wśród nich znajdowało się: 16 okrętów podwodnych, 16 niszczycieli, 6 fregat, 14 kutrów rakietowych, 5 kutrów torpedowych, 7 stawiaczy min i 25 trałowców. Lotnictwo morskie liczyło 18 samolotów i 7 śmigłowców ZOP. Ponadto w składzie sił morskich znajdowała się brygada piechoty morskiej, licząca 4000 ludzi. Główne bazy morskie mieściły się w: Gölcćk, Stambule, Izmirze, Eregli, Bosforze, Canakkale, Iskenderun i Mersin.
Siły morskie Grecji posiadały około 200 okrętów, w tym 10 okrętów podwodnych, 14 byłych niszczycieli amerykańskich, 6 fregat, 14 kutrów rakietowych z rakietami typu Exocet MM38 i Penguin II, 6 kutrów torpedowych, 11 kutrów patrolowych, 2 stawiacze min, 14 trałowców, 23 okręty desantowe. Głównymi bazami morskimi były Suda Bay i Salamina.

## Struktura organizacyjnaNAVSOUTH
W 1989
- Dowództwo Połączonych Sił Morskich  Europy Południowej NAVSOUTH[c] – Neapol
  - Dowództwo Rejonu Gibraltar COMGIBMED – Gibraltar
  - Dowództwo Obszaru Centralnego Morza Śródziemnego COMEDCENT – Neapol
  - Dowództwo Obszaru Wschodniego Morza Śródziemnego COMEDEAST – Ateny (Grecja)
  - Dowództwo Obszaru Północno-Wschodniego Morza Śródziemnego COMEDNOREAST – Ankara (Turcja)
  - Dowództwo Sił Podwodnych Morza Śródziemnego COMSUBMED – Neapol
  - Dowództwo Lotnictwa Morskiego Morza Śródziemnego COMMARAIRMED – Neapol
  - Siły Morskie na Wezwanie Morza Śródziemnego NAVOCFORMED[d].

W 1994
- Dowództwo Połączonych Sił Morskich Europy Południowej NAVSOUTH – Neapol (Włochy)
  - Dowództwo Rejonu Gibraltar COMGIBMED– Gibraltar
  - Dowództwo Centralnego Obszaru Morza Śródziemnego COMMEDCENT– Rzym
  - Dowództwo Północno-Wschodniego Obszaru Morza Śródziemnego COMMEDNOREAST – Ankara (Turcja)
  - Dowództwo Wschodniego Obszaru Morza Śródziemnego COMMEDEAST– Ateny (Grecja)
  - Dowództwo Okrętów Podwodnych Morza Śródziemnego COMSUBMED– Neapol
  - Dowództwo Morskich Sił Powietrznych Morza Śródziemnego COMARAIRMED– Neapol